# 村田琢
村田琢（日语：／ Murata Taku，1965年—）是一位隶属于史克威尔艾尼克斯（原史克威尔）的电子游戏程序员，同时也是公司研发部门的总经理。他最著名的身份是担任《最终幻想战略版》和《放浪冒险谭》的主程序员。他还参与了PlayOnline服务的开发。此外他还主导在公司内部推广名为水晶工具的自行研发跨平台游戏开发工具。此后则是担任游戏《最终幻想XII》的编程主管。
他从1997年开发《最终幻想战略版》开始，就在史克威尔（后来的史克威尔艾尼克斯）内部开始着手创建一个可供多个游戏开发团队使用的开发工具。最终在2007年完成了一个1.0版本的游戏引擎，也就是白色引擎。此后该游戏引擎在更新为1.1版本后更名为水晶工具。

## 生平

### 游戏开发
村田琢于1965年出生，1991年加入史克威尔。早年，村田琢曾参加了圣剑传说系列游戏的开发，也曾是游戏《最终幻想战略版》的主程序员。在制作《放浪冒险谭》期间，村田琢和其他团队成员决定采用“实时3D”技术，但游戏的规模以及随之而来的高期望值让他感到“不安”。
后来，在监督《最终幻想XII》的开发时，村田琢表示开发和创新变得如此旷日持久，以至于游戏在发布时就有技术过时的风险。因此，70%的团队成员被分配去提高游戏艺术素材的质量。通过这种方式，尽管创新仍然是首要任务，但三项开发优先事项（创新、质量和规模）都得以维持。

### 水晶工具
从2004年开始，史克威尔艾尼克斯决定需要创建一种通用的3D数据格式。于2006年9月在公司内部成立了一个专门的研发部门来开发专用游戏引擎，村田琢任部门总经理。2007年9月，这个团队开发完成了这款游戏引擎的第一个正式版本。在2007年的游戏开发者大会上，村田琢指出开发团队正在使用专有软件将PlayStation 2的输出“实时显示”到电视上，以便立即准确地查看游戏的效果。在2008年的游戏开发者大会上，村田琢做了一场名为“最终幻想的技术”的演讲，他透露他们一直在开发一个PlayStation 3专用的游戏开发引擎，称为“白色引擎”（White Engine），该引擎已经达到了1.0版。他还宣布该引擎的1.1版也就是水晶工具已经完成。村田琢后来在接受采访时表示“白色引擎”原本只是一个代号，他们想取一个与史克威尔艾尼克斯有点关系的正式名称，“水晶”听起来很合适，而且反映了“多种不同的色彩”。在2008年的演讲结束时，村田琢表示该技术将用于Xbox 360、PlayStation 3、PC以及Wii的“缩小版”等不同的游戏平台。并且《最终幻想XIII》、《最终幻想Versus XIII》以及一款新的大型多人在线角色扮演游戏（MMORPG）都将使用该技术。使用该引擎的游戏开发人员为了与最终幻想系列风格保持一致，被要求添加大量角色的特写镜头以及人物的风格化设计。当被问及史克威尔艾尼克斯是否会授权该游戏引擎给其他公司开发游戏时，他表示史克威尔艾尼克斯的重点在其他地方，而且目前还没有足够的文档来做到这一点。

## 游戏作品
| 年份   | 游戏                      | 职责                         | 参考来源 |
| ------ | ------------------------- | ---------------------------- | -------- |
| 1993年 | 圣剑传说2                 | Boss角色算法                 | [ 1 ]    |
| 1995年 | 圣剑传说3                 | Boss角色算法、地图、世界地图 | [ 1 ]    |
| 1997年 | 最终幻想战略版            | 主程序员                     | [ 1 ]    |
| 2000年 | 放浪冒险谭                | 主程序员                     | [ 1 ]    |
| 2006年 | 最终幻想12                | 技术总监                     | [ 2 ]    |
| 2006年 | 最终幻想III（任天堂DS版） | 特别感谢                     |          |